# Luiziana
Luiziana is een gemeente in de Braziliaanse deelstaat Paraná. De gemeente telt 7.357 inwoners (schatting 2009).